# St. Paul (Großauheim)

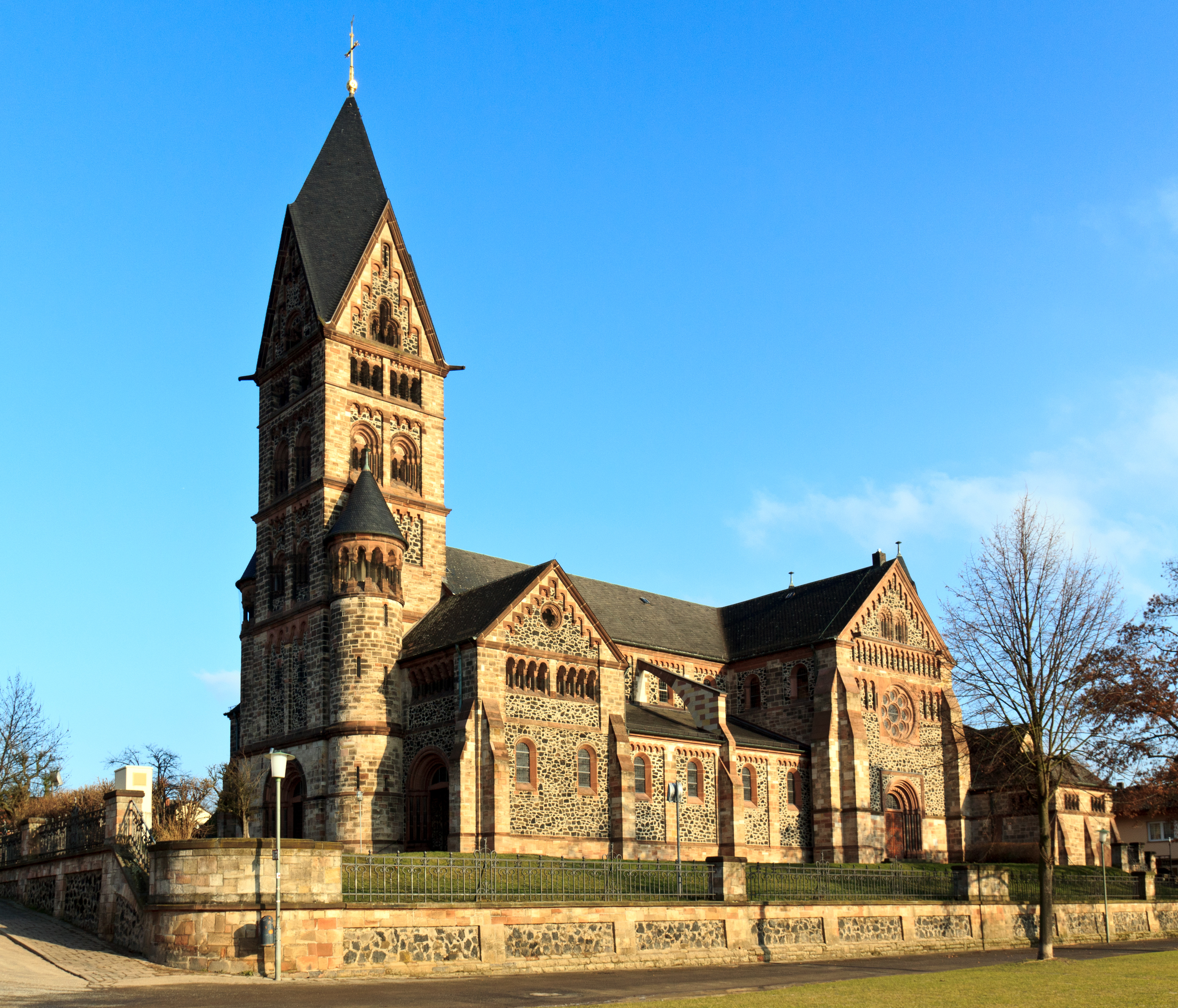
Die Pfarrkirche St. Paul

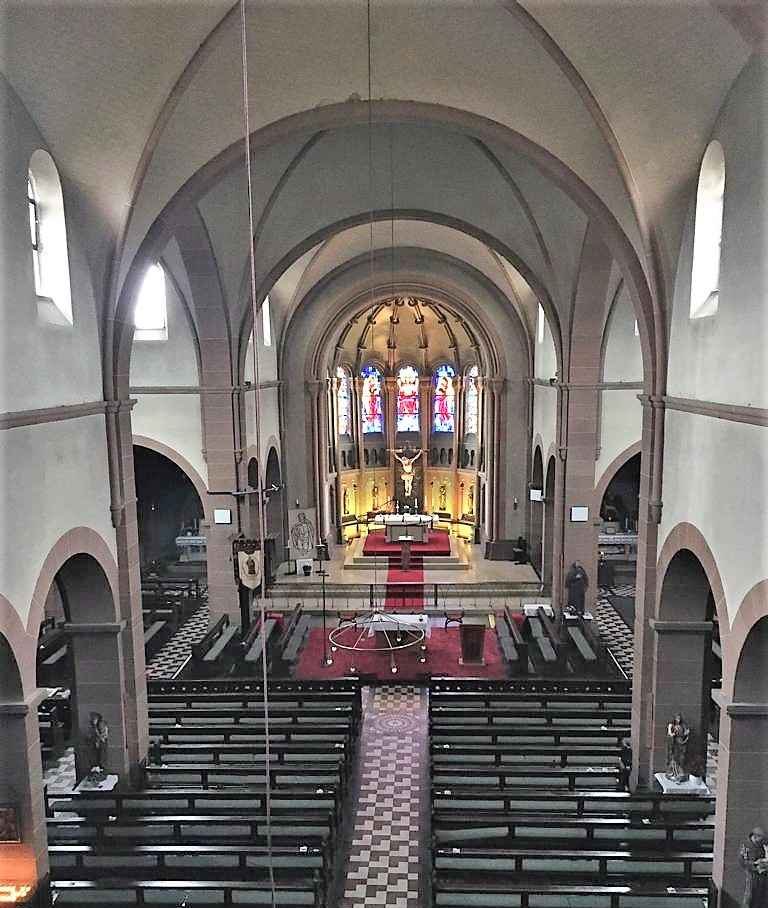
Innenansicht

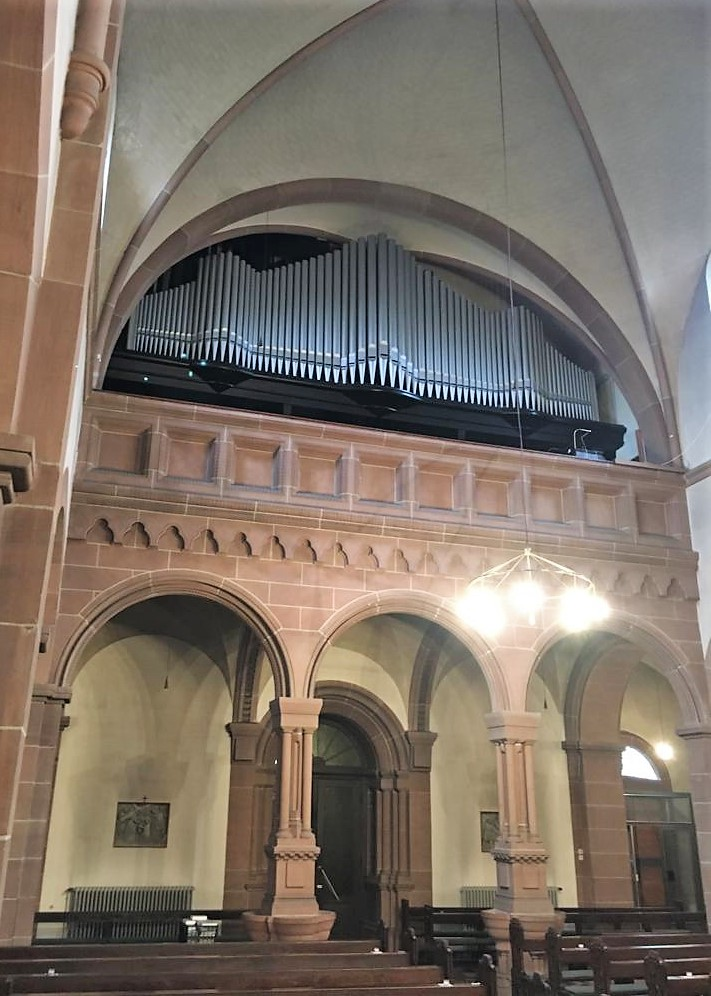
Späth-Orgel von 1927

St. Paul ist die ehemalige Pfarrkirche des Hanauer Stadtteils Großauheim im Bistum Fulda.

## Geschichte
Die Kirche St. Paul wurde in den Jahren 1905 bis 1907 vom Architekten August Greifzu auf einem Grundstück direkt am Mainufer errichtet und am 1. Juli 1907 von Bischof Joseph Damian Schmitt geweiht. Die imposante Lage gab der Kirche auch den Beinamen „Dom am Main“. Sie ersetzte die ältere Kirche St. Jakobus in der Großauheimer Altstadt, die als Filialkirche erhalten blieb.
Baulich handelt es sich bei der insgesamt 48,5 Meter langen Kirche um eine dreischiffige, 15,5 Meter hohe Basilika im neuromanischen Stil mit einem mächtigen, 21,5 Meter breiten Querschiff, das quer zum Main in Nordwest-Südost-Ausrichtung liegt, mit dem 42 Meter hohen Kirchturm im Nordwesten. Als Baumaterial kamen Sandsteinquader für alle tragenden Bauteile, Pfälzer Buntsandstein für die Zierglieder sowie dunkler Blasenbasalt für die Wandflächen.
Die Kirche wurde bei den Kampfhandlungen um Großauheim zum Ende des Zweiten Weltkrieges stark beschädigt. Im Zuge der Restaurierungsarbeiten in den Jahren 1955 bis 1957 erhielt die Kirche neue Farbglasfenster des örtlichen Künstlers August Peukert, ferner wurden der Altar und die Kanzel umgebaut. Letztmals wurde die Kirche 1981 renoviert.
Die Orgel aus dem Jahr 1927 stammt aus dem Werk des Orgelbauers Gebr. Späth Orgelbau in Fulda.
Die Kirche St. Paul ist ein Kulturdenkmal nach dem Hessischen Denkmalschutzgesetz.

## Pfarrei
Bis 2021 war St. Paul Pfarrkirche der Pfarrei St. Jakobus, zu der noch als Filialkirchen St. Jakobus in der Großauheimer Altstadt sowie die Kirche Heilig Geist in der Großauheimer Waldsiedlung gehörten. In der Pfarrei lebten insgesamt 4000 Katholiken.
Zum Jahr 2021 wurden alle katholischen Pfarreien der Stadt Hanau (rechts des Mains) sowie die Pfarrei der Gemeinde Großkrotzenburg zur Großpfarrei St. Klara und Franziskus zusammengelegt. St. Paul ist damit Filialkirche der neuen Gemeinde.